# Франк, Георгий Авраамович
Гео́ргий Авраа́мович Франк (род. 26 марта 1936, Кишинёв, Бессарабия, Королевство Румыния) — советский и российский патологоанатом, онколог, доктор медицинских наук (1982), профессор (1985), заслуженный деятель науки Российской Федерации (1995), академик Российской академии медицинских наук (2011).

## Биография
Георгий Франк родился в 1936 году в Кишинёве в семье врача, впоследствии сотрудника кафедры внутренних болезней Кишинёвского медицинского института Авраама Самойловича Франка, автора монографий «Синдром коронарной недостаточности при различных патологических состояниях» (1961) и «Коронарная недостаточность при некоторых эндокринных заболеваниях» (1964). В 1958 году окончил Кишинёвский медицинский институт, в 1964 году — аспирантуру кафедры патологической анатомии Центрального института усовершенствования врачей под руководством А. В. Смольянникова; в 1965 году — защита кандидатской диссертации на тему «Морфологические изменения печени при лейкозах»; в 1981 году — докторской диссертации на тему «Клиническая морфология лимфогранулематоза». С 1964 года — в Московском научно-исследовательском онкологическом институте им. П. А. Герцена, где в 1981 году возглавил отделение патологической анатомии опухолей (в настоящее время заведующий отделением патологической анатомии). Одновременно с 1990 года руководил патологоанатомической лабораторией Гематологического научного центра Российской академии медицинских наук. С 1991 года также профессор кафедр патологической анатомии и онкологии факультета послевузовского профессионального образования врачей Медицинской академии им. И. М. Сеченова. Главный патологоанатом Главного медицинского управления Управления делами Президента (ГМУ УДП) Российской Федерации. В 2002 году избран членом-корреспондентом, в 2011 году академиком Российской академии медицинских наук. С 2009 года возглавляет кафедру патологической анатомии в Российской медицинской академии последипломного образования.
Г. А. Франк — ученик профессора З. В. Гольберт, последовательницы патологоанатомической ветви морфологической и лабораторной школы С. Л. Эрлиха. Публиковался с 1964 года. Научные труды посвящены морфологическим изменениям печени при лейкозах, клинической морфологии лимфогранулематоза, вопросам гистогенеза и морфологической диагностики опухолей, реакции опухолей на лечебные воздействия, опухолям кроветворной системы, шейки матки, иммунологии опухолей, предраковым состояниям.
Главный патологоанатом Минздрава РФ (Минздравсоцразвития РФ), член президиума Российского научного общества патологоанатомов, заместитель председателя правлений Московского научного общества патологоанатомов и Российского общества онкоурологов, главный редактор журнала «Архив патологии» и заместитель главного редактора «Российского онкологического журнала».

## Монографии
- Ранняя онкологическая патология. Москва, 1985.
- Комбинированное и комплексное лечение больных со злокачественными опухолями. Москва, 1989.
- Патологоанатомическая диагностика опухолей человека. Москва, 1993.
- Злокачественные неэпителиальные опухоли лёгких (с А. Х. Трахтенбергом). Москва: Медицина, 1998.
- Простат-специфический антиген и морфологическая характеристика рака предстательной железы. Руководство для врачей (с О. Б. Лораном и Д. Ю. Пушкарём). Москва: МЕД-пресс, 1999.
- Биопсия предстательной железы. Пособие для врачей (с И. Г. Русаковым, С. О. Степановым и др.). Москва: МНИОИ им. П. А. Герцена, 2002.
- Медиастинальная лимфаденэктомия при немелкоклеточном раке лёгкого (с А. Х. Трахтенбергом, Н. Н. Волченко, М. А. Стукаловым и К. М. Колбановым). Москва: МНИОИ им. П. А. Герцена, 2003.
- Стандартные технологические процедуры при морфологическом исследовании биопсийного и операционного материала (методические рекомендации, с соавторами). М.: Медицина, 2011.